# Wormsalamanders
Wormsalamanders (Gymnophiona) zijn een orde van amfibieën (Amphibia). Wormsalamanders worden vertegenwoordigd door 205 verschillende soorten en is hiermee de kleinste orde van amfibieën. In vergelijking met de andere twee orden, de kikkers en de salamanders is het ook de minst bekende groep van alle amfibieën.
Wormsalamanders zijn langwerpige, pootloze dieren die een cilindrisch lichaam hebben met een gladde huid die vaak duidelijke segmentachtige ringen heeft over het gehele lichaam. Opvallend is de dikke en stevige schedel die een andere bouw heeft dan de schedel van andere amfibieën. Een staart ontbreekt waardoor de uitscheidingsopening aan het einde van het lichaam is gepositioneerd. Wormsalamanders zijn de enige amfibieën die een geschubde huid hebben. De schubben zijn echter in de huid gelegen en hierdoor niet zichtbaar.
Wormsalamanders komen voor in delen van Noord- en Zuid-Amerika, Afrika en Azië. In Europa komen geen soorten voor. Lange tijd werd gedacht dat ze erg zeldzaam waren maar ze komen vaak algemeen voor. Vanwege de verborgen levenswijze worden ze echter zelden gezien.
Vrijwel alle soorten zijn bodembewoners die ondergronds leven, sommige soorten zijn waterbewoners. Wormsalamanders leven van kleine dieren zoals insecten en wormen. Belangrijke vijanden zijn slangen.

## Naamgeving
Wormsalamanders danken hun Nederlandstalige naam aan hun lange, dunne lichaam en het feit dat ze nog het meest op sommige groepen van salamanders lijken zoals de sirenen. De naam is enigszins misleidend want de wormsalamanders zijn niet direct verwant aan de salamanders maar worden binnen de amfibieën als een geheel eigen groep gezien. De orde werd voor het eerst wetenschappelijk beschreven door Johannes Peter Müller in 1832. Oorspronkelijk werd door hem de wetenschappelijke naam Apoda gebruikt.
De wetenschappelijke naam Gymnophiona is afgeleid van de Griekse woorden gymnos (naakt) en ophis (slang), vroeger werd gedacht dat de wormsalamanders een vorm van schubloze slangen waren. De verouderde naam Apoda betekent zonder poten. De voorouders van de wormsalamanders hadden wel poten, maar deze zijn in de loop van de evolutie verdwenen.
Sommige wormsalamanders hebben verschillende Nederlandstalige namen die echter misleidend zijn, een voorbeeld is de soort Typhlonectes natans. Deze wormsalamander staat bekend onder de namen Congo-aal, rubberaal, visaal en waterslang-vis.

## Uiterlijke kenmerken

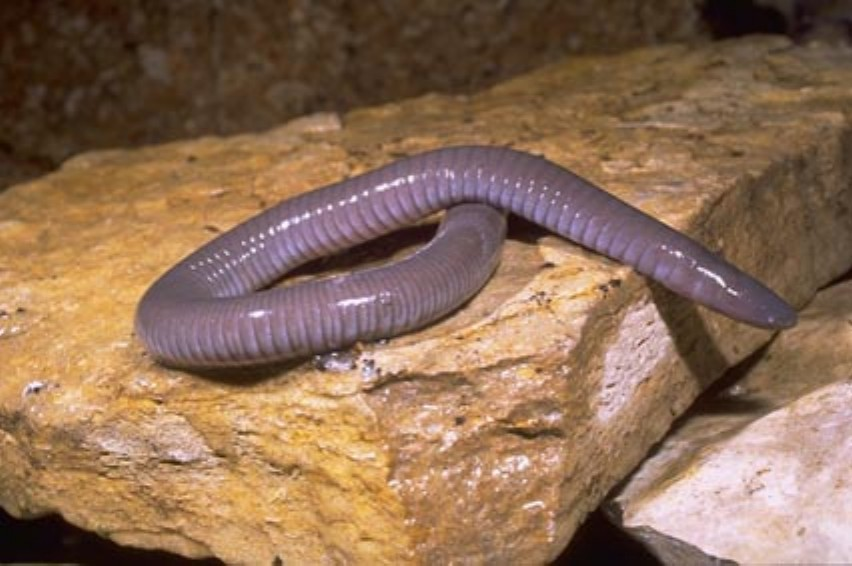
Wormsalamanders hebben duidelijke lichaamsringen en een gladde huid.

Wormsalamanders verschillen sterk in kleur en lengte, maar hebben een vrij uniforme lichaamsbouw. Ze lijken uiterlijk sterk op grote regenwormen, het lichaam is langwerpig en relatief langgerekt en de huid is voorzien van vele ringvormige groeven.
De voor zover bekend kleinste soort is Idiocranium russeli. Deze wormsalamander bereikt een lengte van negen centimeter. De grootste soort is Caecilia thompsoni, die tot ongeveer 1,5 meter lang wordt. De grotere soorten bereiken een lichaamsgewicht tot ongeveer een kilo.
De verhouding tussen de lichaamslengte en de lichaamsomtrek kan eveneens aanzienlijk verschillen. Veel wormsalamanders hebben een lang en dun lichaam maar sommige soorten zijn juist relatief kort en dik. Deze verhouding kan gedurende de ontwikkeling van de wormsalamander veranderen, zoals een slanke soort die niet veel langer wordt maar wel veel dikker. Er zijn echter ook soorten die het gehele leven hun als juveniel vertoonde lichaamsverhouding behouden. Een van de slankste soorten is Oscaecilia bassleri, die 160 keer zo lang wordt als breed.

### Kop

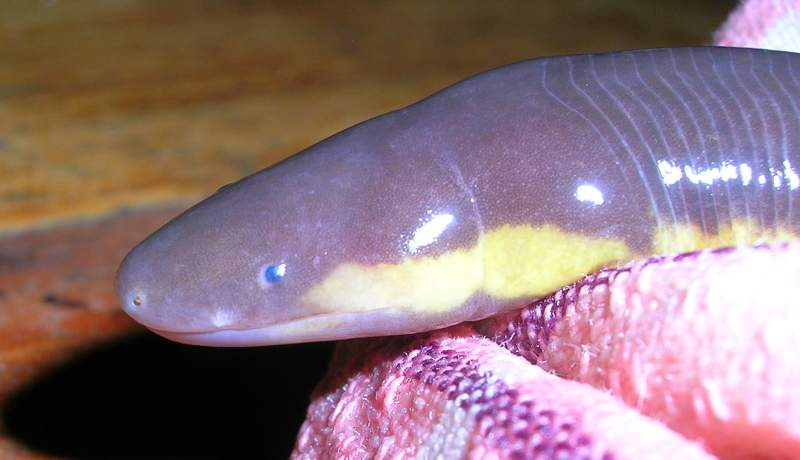
Kop van een soort kleverige wormsalamanders, met een donker gekleurd oog en links het neusgat. In ongeveer het midden is een lichtere plek te zien, dit is het tastorgaan.

De kop van de wormsalamander is soms niet eenvoudig te onderscheiden van de achterzijde van het lichaam. De kop en het lichaamsuiteinde hebben namelijk ongeveer dezelfde vorm. Vaak is de kop wat dikker of heeft een afwijkende kleur. De bek van de wormsalamander bevat rijen kleine, scherpe tandjes waarmee prooidieren worden gegrepen. Wormsalamanders hebben niet alleen tanden in de bek, maar ook in het verhemelte. De wormsalamander kan zijn prooi niet vermalen met de tanden. De tanden zijn naar achteren gekromd en dienen slechts om de prooi te ankeren in de bek terwijl deze in één keer wordt doorgeslikt.
De ogen zijn sterk gereduceerd en nauwelijks zichtbaar. Sommige soorten zijn zelfs volledig blind omdat de ogen in de schedel zijn teruggetrokken of de schedel simpelweg geen oogkassen heeft daar deze zijn dichtgegroeid met botweefsel. Voorbeelden zijn soorten uit de geslachten Gegeneophis en Herpele. Wormsalamanders hebben geen uitwendige trommelvliezen en ook inwendige gehoororganen zijn niet ontwikkeld. Ze kunnen wel trillingen waarnemen in de bodem, waarmee vijanden en prooien kunnen worden waargenomen. Wormsalamanders hebben net als andere amfibieën twee neusgaten waarmee geuren kunnen worden waargenomen.
Veel soorten hebben kleine tastorgaantjes die bestaan uit een kleine tentakelachtige structuur aan iedere zijde van de voorkant van de kop. Deze tastorgaantjes vervullen een belangrijke zintuiglijke functie die bij een gravende levenswijze handiger is dan een goed ontwikkeld gezichtsvermogen. Vergelijkbare tastorganen worden baarddraden genoemd en komen ook voor bij salamanders, sommige vissen en ook bij een aantal schildpadden. De tastorgaantjes van wormsalamanders zijn echter niet direct op de huid gepositioneerd, zoals alle vernoemde groepen voorkomt. Bij de wormsalamanders zijn de tastorganen in een holte geplaatst die tussen het oog en de snuitpunt is gepositioneerd. De tastzintuigen zijn uitstulpbaar, zo zijn ze beschermd tijdens het graven in de bodem. De tastorganen staan middels twee zenuwbanen in verbinding met een zeer geurgevoelig weefsel in de kop van de dieren, dit orgaan wordt wel het orgaan van Jacobson genoemd. Een dergelijke structuur komt ook voor bij veel hagedissen en slangen.
De beenderen van de schedel zijn relatief dik en bovendien ontbreken een aantal delen die bij andere amfibieën wel voorkomen. De schedel is hierdoor zeer stevig en massief. Als een wormsalamander zijn bek wil openen moet echter de gehele bovenzijde van de kop worden verheven want de onderkaak is niet beweeglijk ten opzichte van het lichaam. Wormsalamanders hebben in tegenstelling tot alle andere gewervelden niet één maar twee paar spieren om de onder- en bovenkaak samen te trekken. Deze unieke aanpassing dient waarschijnlijk niet om prooien te vermorzelen maar om de bek stevig gesloten te houden tijdens het graven met de kop. De schedel is zeer hard en is afgeplat; de kop wordt gebruikt om te graven.

### Lichaam

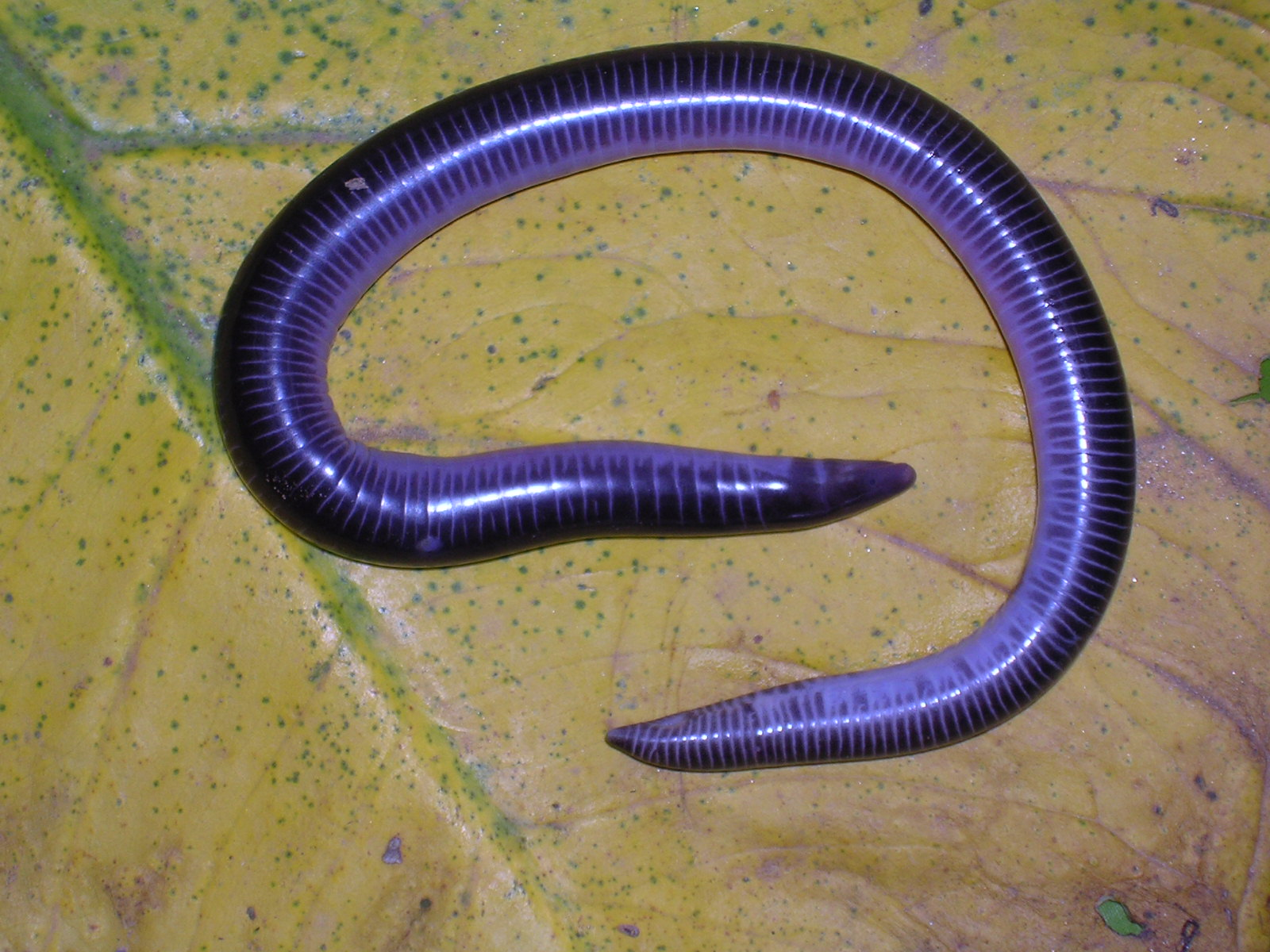
Uraeotyphlus oxyurus heeft een blauwgrijze kleur en duidelijke lichaamsringen.

Wormsalamanders hebben een zonder uitzondering een langwerpig en pootloos, wormachtig lichaam. Geen enkele soort heeft sporen van poten, hoewel ontwikkelde poten bij de voorouders van de wormsalamanders wel voorkwamen. Zelfs inwendige restanten van de bekkengordel zijn geheel verdwenen. Bij veel andere pootloze dieren zoals slangen zijn deze nog wel te zien.
De meeste soorten hebben een donkerbruine- of grijze tot roze kleur. Enkele soorten hebben een afwijkende lichaamskleur zoals blauw of groen. De zwarte wormsalamander (Ichthyophis monochrous) heeft een geheel zwarte kleur met een blauwige glans. Het lichaam is glad, slijmerig en is permanent vochtig.
Wormsalamanders zijn de enige amfibieën die schubben bezitten, althans verreweg de meeste soorten. De schubben zijn echter niet op de huid gelegen maar wat dieper in de huid, onder de slijmklieren. De huid voelt hierdoor glad en slijmerig aan maar wordt toch verstevigd door de schubben. Een voorbeeld van een ander dier die schubben heeft in de huid is de paling (Anguilla anguilla). De schubben van wormsalamanders bestaan uit kleine kalkplaatjes. De schubben zijn rond van vorm en zijn gelegen in zakjes in de huid.
Er zijn ook uitzonderingen zoals de soorten uit het Noord-Amerikaanse geslacht Siphonops en sommige soorten uit het geslacht Gegeneophis uit India. Deze laatsten hebben geen schubben of slechts op bepaalde plaatsen van het lichaam. Van de soort Gegeneophis pareshi is bekend dat schubben in het geheel ontbreken en ook van de zakjes waarin ze bij andere soorten gelegen zijn ontbreekt ieder spoor. Andere soorten uit deze groep hebben wel schubben maar deze ontbreken op bepaalde lichaamsringen of hebben en andere vorm of positie. Zo komen er bij deze soorten ovale schubben voor of schubben die in rijen zijn gelegen.
Het lichaam is voorzien van vele tientallen tot enkele honderden ringgroeven die het dier doen lijken op een regenworm. Deze ringgroeven worden wel de annuli genoemd en het precieze aantal ringen verschilt per familie en geslacht. Het aantal ringen komt overeen met het aantal lichaamswervels. Met name bij de langere soorten kan het aantal groeven oplopen tot meer dan 200. Het lichaam van wormsalamanders is inwendig niet gesegmenteerd zoals bij wormen het geval is, en is anatomisch vergelijkbaar met het lichaam van slangen. Op de verschillende segmenten zijn soms dwarsgroeven aanwezig, zodat het aantal ringen groter lijkt dan in werkelijkheid het geval is. Dergelijke 'schijngroeven' worden de pseudoannuli genoemd.
De geslachts- en uitscheidingsopening is aan de onderzijde van het lichaam gelegen en wordt de cloaca genoemd. De cloaca kan een ronde vorm hebben maar kan ook spleetvormig zijn; zowel vormen waarbij de langwerpige cloaca dwars op de lichaamsas is gelegen als in de lengte gepositioneerde vormen komen voor. De cloacaomgeving is bij veel wormsalamanders opvallend lichter gekleurd tot wit van kleur. Er is geen geslachtsonderscheid tussen de verschillende seksen. Mannetjes hebben een uitstulpbaar orgaan dat een rol speelt bij de copulatie. Dit orgaan is echter geen echt geslachtsorgaan maar is een uitgroeisel van de darmen.

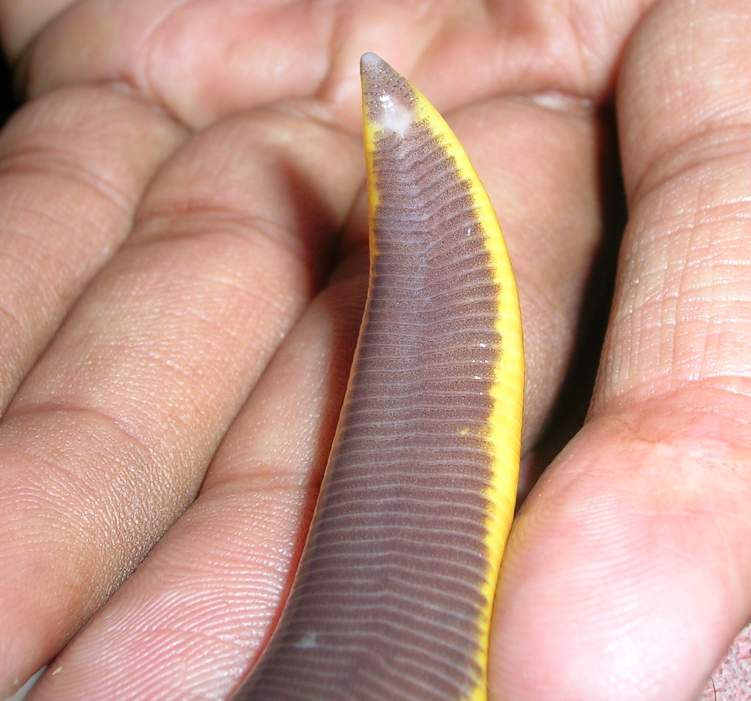
Onderzijde van de staart en lichaam van Ichthyophis beddomei.

Wormsalamanders bezitten in beginsel longen om te ademen maar ze hebben altijd maar één ontwikkelde long en dit is altijd de rechterlong. De linkerlong is bij de wormsalamanders gedegenereerd tot een kleine lob. Ook bij de slangen is slechts een long ontwikkeld en ook bij deze groep is dat de rechterlong. Deze vorm van convergente evolutie is een aanpassing op het langwerpige en langgerekte lichaam. Wormsalamanders zijn daarnaast in staat om zuurstof door hun huid en de slijmvliezen in de mondholte op te nemen.
Van twee soorten is bekend dat longen ontbreken. Beide soorten behoren tot de waterbewonende wormsalamanders (Typhlonectidae) en bij dergelijke soorten zijn de longen in de loop der tijd weer verloren gegaan. Wormsalamanders hebben in het volwassen stadium nooit kieuwen. De twee waterbewonende soorten zijn voor hun ademhaling dan ook volledig afhankelijk van hun huid en slijmvliezen in de bek om zuurstof op te nemen.

### Staart
Een belangrijk verschil met de salamanders is de afwezigheid van een staart bij de meeste soorten. Door de gravende levenswijze is de staart verdwenen omdat deze geen functie meer had.
De positie van de cloaca, die de grens tussen het lichaam en de staart markeert is vanaf de bovenzijde niet zichtbaar. Het is wel te zien aan de onderzijde van het lichaam. Bij staartloze soorten is de cloaca achteraan het lichaam gepositioneerd. Soorten uit de familie Ichthyophiidae hebben wel een staart die echter zeer kort is. De soorten uit de familie waterbewonende wormsalamanders en de meeste andere groepen daarentegen hebben geen staart.
Wormsalamanders die een korte staart hebben kennen geen caudale autotomie; dit is het vermogen tot het afwerpen van de staart. Autotomie is wel bekend van een aantal salamanders en hagedissen.

## Verspreiding en habitat

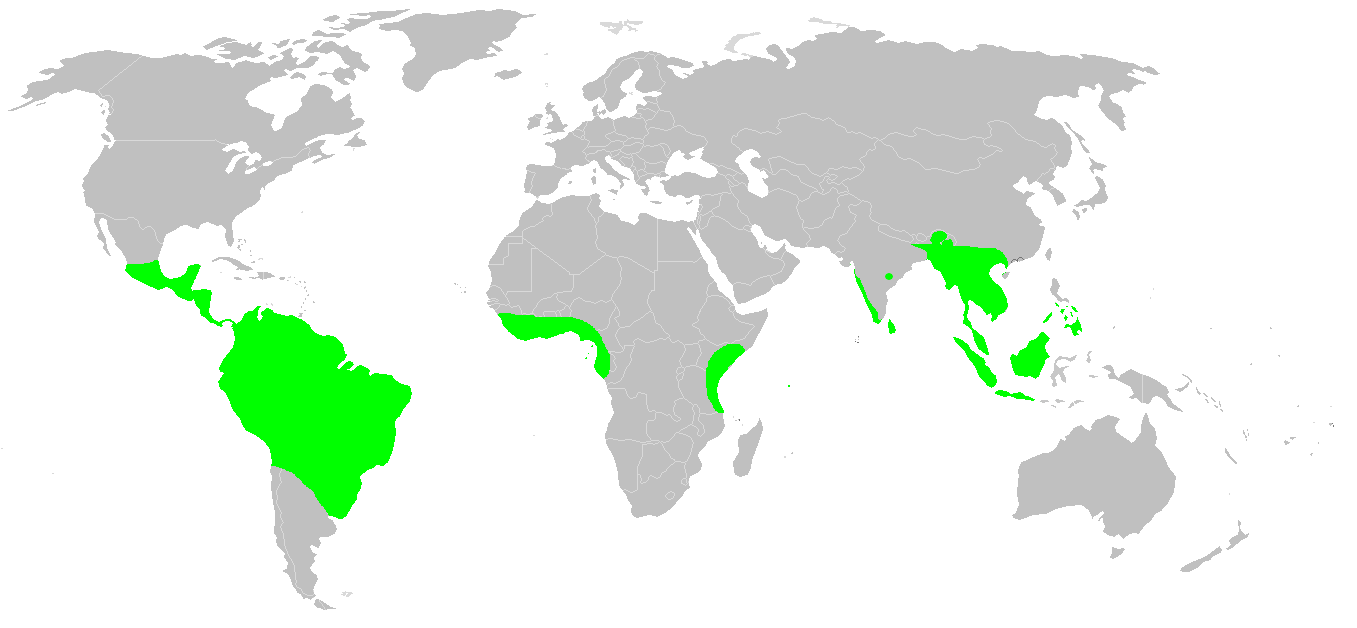
Wereldwijde verspreiding in het groen.

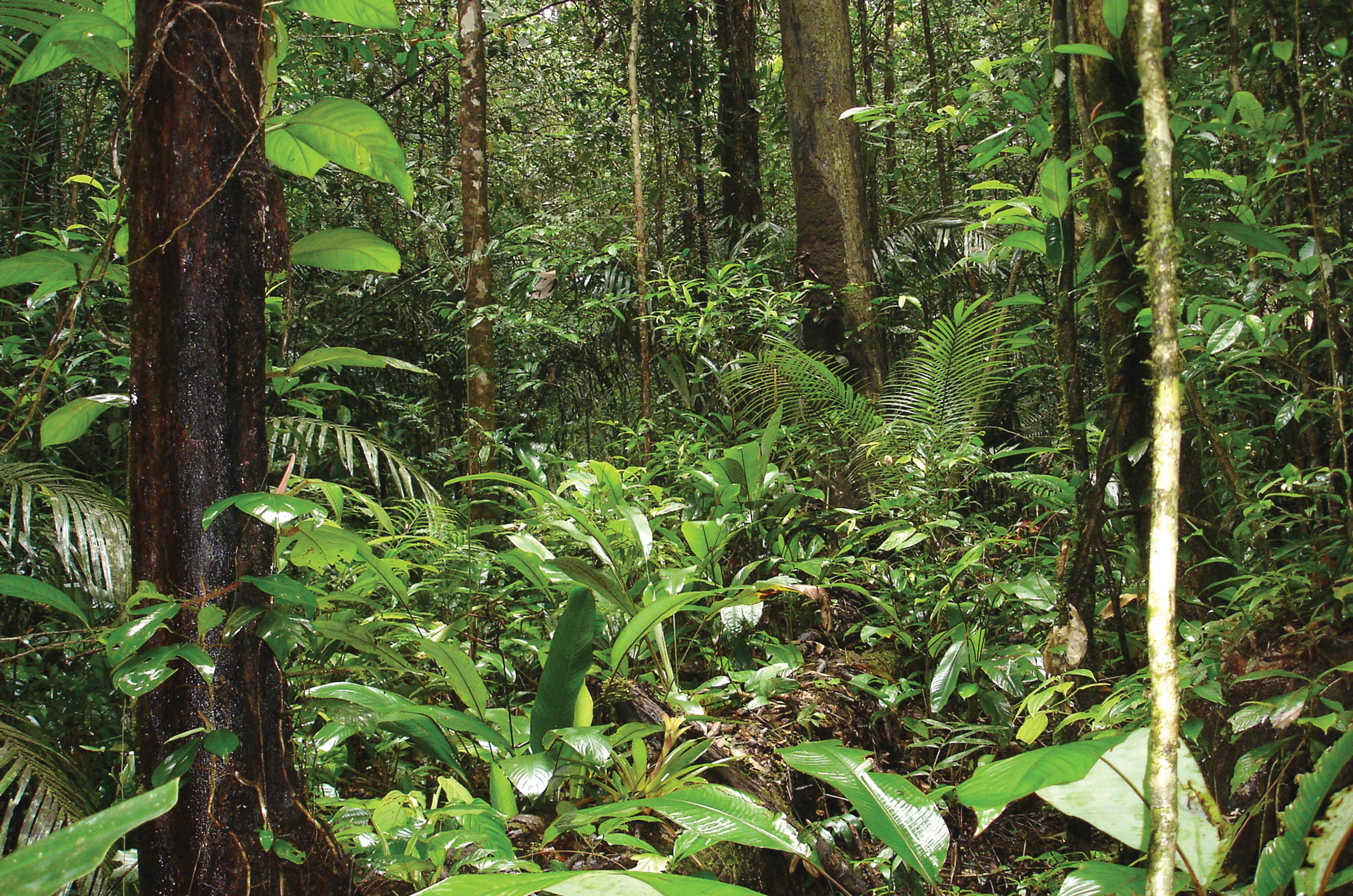
Natuurlijke habitat van de pas in 2013 beschreven soort Microcaecilia dermatophaga.

Wormsalamanders komen voor tropische gebieden in Noord- en Zuid-Amerika, Afrika en Azië. In Europa en Australië komen geen soorten voor.
In de Amerika's komen de wormsalamanders voor van zuidelijk Noord-Amerika in zuidelijk Mexico tot zuidelijk Zuid-Amerika in noordelijk Argentinië.
In Afrika komen deze amfibieën maar op enkele plaatsen voor; het grootste deel van het verspreidingsgebied in Afrika bestaat uit een kuststrook langs de Golf van Guinee die loopt van Guinee tot Congo-Kinshasa. Het tweede deel is precies aan de andere kant van het continent gelegen en bestrijkt de kuststrook van westelijk Afrika, van Somalië via Kenia tot Tanzania. Daarnaast zijn er ook populaties bekend uit onder andere Ethiopië, Congo-Brazzaville en Congo-Kinshasa, deze zijn niet op de kaart aangegeven. Van een aantal Afrikaanse soorten is het precieze verspreidingsgebied niet geheel duidelijk. Zo komen er vermoedelijk ook wormsalamanders voor in Angola en is het verspreidingsgebied in Afrika mogelijk veel groter dan bekend.
In Azië komen de wormsalamanders alleen voor in het uiterste zuidoosten in de landen Bangladesh, Cambodja, India, Indonesië, Maleisië, Myanmar, Thailand en Vietnam, in de Filipijnen komen soorten voor in Palawan, Basilan en Mindanao.
De grootte van het verspreidingsgebied verschilt sterk per soort; Boulengerula taitana is alleen bekend van een enkele locatie in zuidelijk Kenia terwijl de geringde wormsalamander (Siphonops annulatus) voorkomt in grote delen van Zuid-Amerika.
Vele soorten hebben slechts een klein verspreidingsgebied en dit maakt ze kwetsbaar voor veranderingen van het leefgebied. Over een groot aantal van dergelijke geïsoleerde soorten is ook weinig bekend. Wormsalamanders zijn in gebieden waar de omstandigheden gunstig zijn niet zeldzaam maar komen niet in grote aantallen voor.

### Habitat
Wormsalamanders komen voor in subtropische en tropische gebieden. Alle soorten leven zonder uitzondering in vochtige omgevingen omdat ze snel uitdrogen. Soorten uit het geslacht waterbewonende wormsalamanders (Typhlonectes) leven volledig aquatisch, maar de meeste soorten leven ondergronds en worden zelden gezien. Wormsalamanders komen vaak voor in zanderige tot grinderige omgevingen, en worden vaak onder stenen en stukken hout aangetroffen. De meeste soorten leven in de bosgrond, of in de humusrijke strooisellaag, die bestaat uit afgevallen bladeren. Veel soorten worden op een diepte van enige tientallen centimeters aangetroffen. Van enkele soorten is bekend dat ze in mierennesten, termietenheuvels of in holle boomstronken leven. Sommige soorten leven in bergachtige streken, maar altijd op plaatsen waar dode bladeren en rottend hout aanwezig zijn.

## Levenswijze
Wormsalamanders lijken uiterlijk op regenwormen en worden er vaak mee verward. Net als regenwormen komen wormsalamanders uit hun holen bij overvloedige regenval. Ze moeten dan hun holen verlaten om niet te verdrinken.
De manier van voortbewegen is echter duidelijk anders. De Amerikaanse bioloog Edward Harrison Taylor onderzocht eens een aantal regenwormen en het viel hem in eerste instantie niet op dat een van de exemplaren een wormsalamander betrof. Pas nadat hij de wormen had losgelaten en een van de 'wormen' niet als een regenworm maar als een slang bewoog, besefte Taylor dat hij een wormsalamander had gevonden. Hij beschreef het dier vervolgens en deze soort staat bekend als de Basilan-wormsalamander (Ichthyophis glandulosus).

### Voedsel en vijanden
Wormsalamanders zijn carnivoor en leven van andere dieren. De meeste soorten eten kleinere ongewervelde dieren zoals insecten, regenwormen en kleine kreeftachtigen. Ook andere wormsalamanders worden gegeten. De wat grotere soorten ook wel eten kleine gewervelde dieren zoals kikkers en kleine slangen. Van de seychellenwormsalamander is bekend dat de seychellenkikker wordt buitgemaakt.
Van veel soorten is bekend dat ze van termieten en mieren leven en zich zelfs in de holen van deze kolonievormende insecten begeven. Veel mieren- en termietenetende dieren zijn gepantserd om aan de scherpe kaken van de mieren en termieten te ontkomen. Bij mierenetende wormsalamanders is waargenomen dat de huid vaak kaakdelen van mieren draagt, zodat de dieren waarschijnlijk niet geheel onkwetsbaar zijn voor hun prooi.
Soorten die in het water leven worden vooral belaagd door roofvissen, schildpadden, kikkers en zoogdieren zoals otters. Ook de larven van wormsalamanders worden met name belaagd door in het water levende dieren.
Belangrijke vijanden van de op het land levende soorten zijn roofvogels en bepaalde soorten slangen. Uit onderzoek blijkt dat voornamelijk slangen uit de geslachten Ninia, Leptodeira en Sordellina op wormsalamanders jagen.

### Voortplanting en ontwikkeling

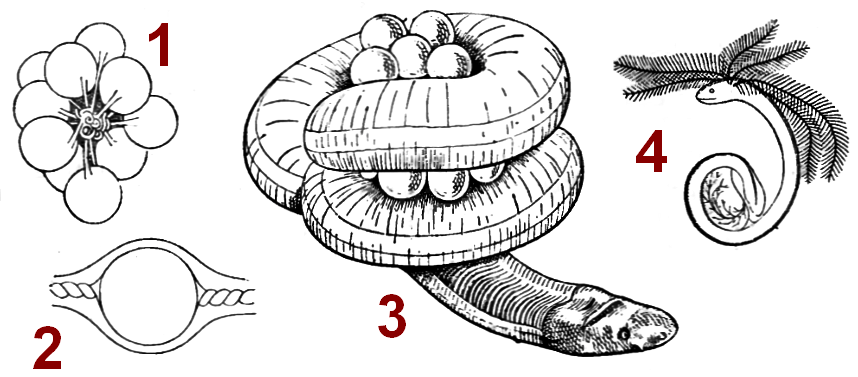
Eieren en larve van de Ceylonese wormsalamander (Ichthyophis glutinosus) uit Amphibia and reptiles, Hans Gadow (1909).
1 = De eieren zijn met elkaar verbonden door een eierstreng
2 = Een individueel ei; het ei wordt gescheiden van de streng door een gelatineuze massa.
3 = Het vrouwtje krult haar lichaam om de eieren tot ze uitkomen ter bescherming
4 = Een bijna volledig ontwikkeld embryo met drie paar kieuwen en een nog zichtbare dooier.

De meeste amfibieën kennen een uitwendige bevruchting waarbij de eieren direct na de afzet worden bevrucht, zoals bij kikkers het geval is, of worden middels een spermatofoor bevrucht zoals bij de salamanders gebruikelijk is. Wormsalamanders kennen echter een inwendige bevruchting waarbij het mannetje een enkelvoudig, penis-achtig orgaan bezit dat de phallodeum wordt genoemd. Het orgaan is uitstulpbaar en is in de normale toestand niet te zien. Wormsalamanders kennen door het inbrengen van een spermadrager dus een inwendige bevruchting in tegenstelling tot de meeste andere amfibieën. Veel soorten leven in permanent warme gebieden en kunnen zich het gehele jaar door voortplanten.
Over de voortplantingsomstandigheden van wormsalamanders, bijvoorbeeld het gedrag tijdens de paring, is nog weinig bekend. Vrijwel alle soorten leiden een verborgen bestaan onder de grond en een aantal soorten leeft in afgelegen gebieden.

### Ontwikkeling
Veel diergroepen zijn eierleggend óf levendbarend, bij de wormsalamanders echter komen alle twee de vormen voor. De meeste soorten zijn eierleggend, en de eieren worden op het land afgezet. De larven ontwikkelen zich echter volledig in het ei. Gedurende hun groei ontwikkelen ze kieuwen maar deze zijn alweer gereduceerd als het ei wordt verlaten. Als de jongen uit het ei kruipen lijken ze al op miniatuurversies van hun ouders: ze vertonen geen larvale kenmerken meer.
De soorten die in het water leven zijn eveneens eierleggend maar zetten de eieren bij het water af. De larven die uit het ei kruipen hebben vaak net als salamanders een larvestadium buiten het ei en leven enige tijd vrij zwemmend in het water voor de gemetamorfoseerd plaatsvindt. Pas daarna lijken ze op de ouderdieren, een voorbeeld zijn soorten uit het geslacht Typhlonectes. De larven zien eruit als een kleine salamander; de kop is dorsaal afgeplat en lijkt niet op die van een volwassen wormsalamander. De staart is zijwaarts afgeplat en niet cilindrisch van vorm zoals de adulte dieren. Vaak zijn restanten van kieuwen aanwezig maar de larve ademt onder water door een opening aan iedere weerszijde van de kop. Het water wordt langs inwendige kieuwen geleid die in verbinding staan met de keel, deze wijze van ademen komt ook voor bij vissen. Na enige tijd ontwikkelen zich de longen en kunnen de dieren ook op het land ademen.

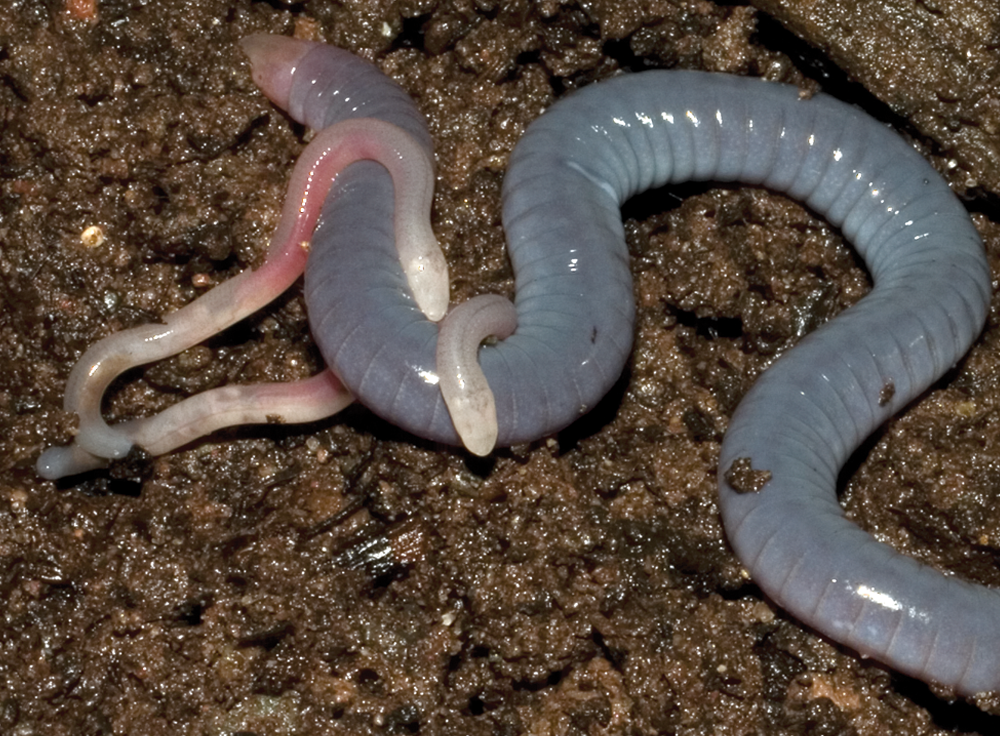
Een levendbarende soort met jongen, vermoedelijk Microcaecilia dermatophaga.

Een bijzondere vorm van larvale ontwikkeling is onder andere te vinden bij soorten uit het geslacht Typhlonectes. Als de larven die uit het ei kruipen blijven ze in het moederlichaam en voeden zich met afscheiding van de eileider. Deze bestaat uit een olieachtige vloeistof en weefselresten van de moeder. De larven ontwikkelen zich bij deze soorten in het moederdier, maar buiten het eikapsel, zodat sprake is van levendbarendheid. De jongen hebben in dit stadium gereduceerde kieuwen en een zeer dunne huid. Opvallend is dat dergelijke juvenielen een speciaal gebit hebben dat rasptandjes bevat. Deze worden door de larven echter niet gebruikt om voedsel op te nemen in de eileider, maar de tandjes zijn vermoedelijk nooit verdwenen omdat ze ook geen nadelige effecten hebben. Zodra ze bij de geboorte het moederdier verlaten vindt een vervelling plaats waarbij de vliesachtige huid vervangen wordt door een stevigere versie.

### Broedzorg
Bij de eierleggende soorten bewaken de vrouwtjes in de regel de eitjes, ze kronkelen hun lichaam om het legsel heen. Deze vorm van broedzorg is hoogst ongebruikelijk bij amfibieën. Er zijn zelfs waarnemingen bekend van vrouwtjes die de eieren met zich meedroegen. Als de eieren worden weggenomen bij het moederdier komen ze niet volledig tot ontwikkeling.
Van de soort Boulengerula taitanus is beschreven dat het moederdier haar jongen voedt door een extra huidlaag aan te maken die door de juvenielen wordt gegeten. Deze soort, die behoort tot de familie Herpelidae, is echter niet de enige waarvan dit fenomeen bekend is. Van de pas in 2013 ontdekte wormsalamander Microcaecilia dermatophaga is dit eveneens beschreven, en goed bestudeerd. Deze soort behoort tot een geheel andere familie, de Siphonopidae. Het moederdier maakt een dikke, vetrijke huidlaag aan die door de jongen met de bek wordt afgeschraapt. Doordat soorten uit verschillende families deze vorm van broedzorg kennen, is het waarschijnlijk al vroeg in de evolutie van de wormsalamanders ontstaan.

## In gevangenschap

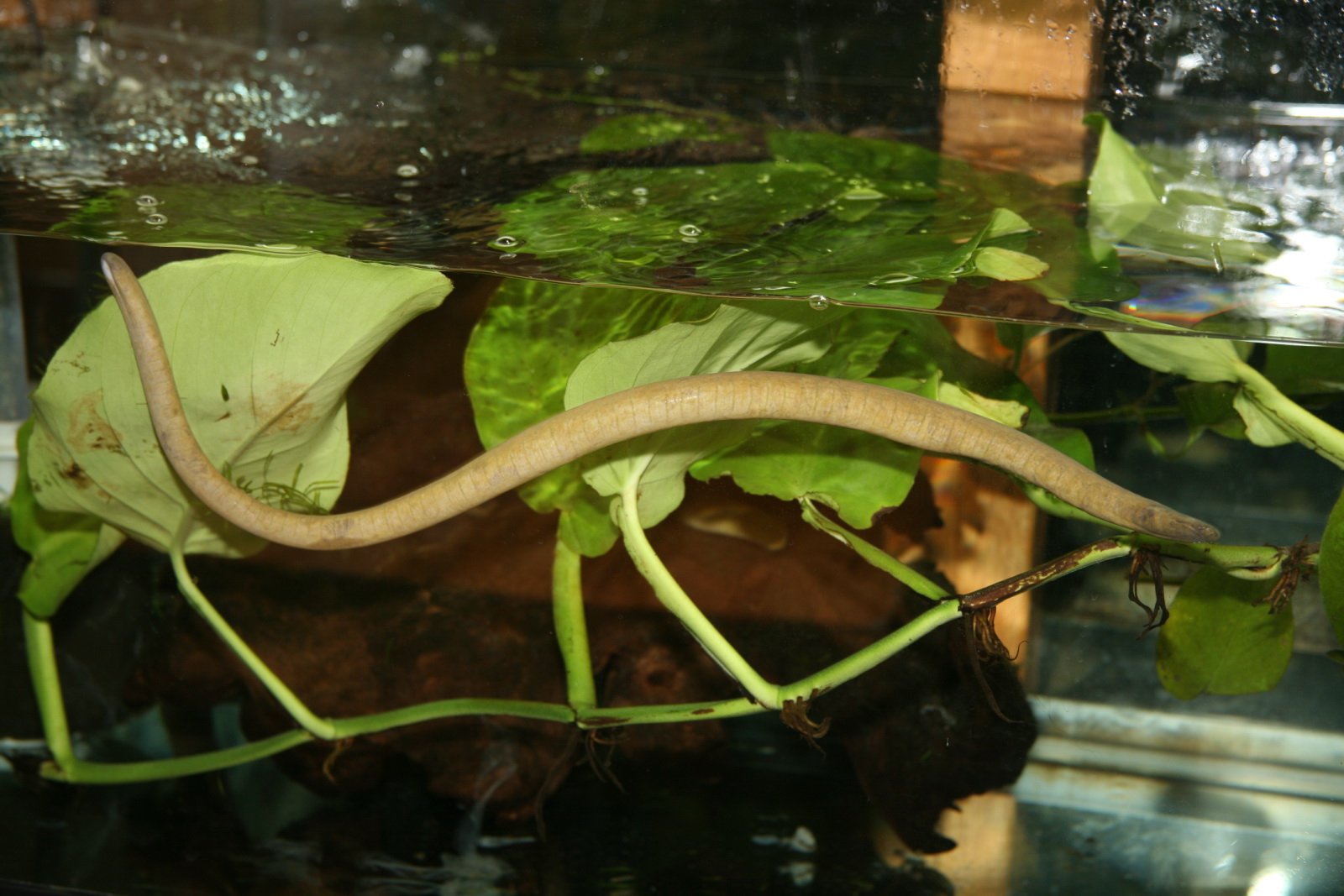
Typhlonectes natans in een aquarium.

Wormsalamanders zijn in de regel niet gemakkelijk in leven te houden door hun ondergrondse en verborgen levenswijze. De bioloog J. W. Spengel heeft eens wormsalamanders gehouden, maar deze bezweken al binnen korte tijd aan een infectie. Van andere in gevangenschap gehouden wormsalamanders is bekend dat ze het langer hebben volgehouden en dat ze zich lieten voeren. Van enkele soorten is tegenwoordig bekend dat ze in gevangenschap gedijen mits het terrarium goed schoon wordt gehouden.
Sommige amfibieën als kikkers en salamanders zijn juist populair als exotisch huisdier en worden op grote schaal in een terrarium of paludarium gehouden. Wormsalamanders duiken zelden op in de dierenhandel. Een uitzondering zijn waterbewonende soorten zoals de waterwormsalamander (Typhlonectes compressicauda). Deze soort wordt wel in aquaria gehouden en heeft lichtzuur, kalk- en ijzerarm water nodig. Ze voeden zich met regenwormen en andere kleine ongewervelden. Ook vlees, vis en visvoer kan gegeven worden. Een andere populaire soort is Typhlonectes natans. Wormsalamanders kunnen beter niet met vissen gehouden worden, aangezien ze dan gestrest raken.
Ook in dierentuinen worden soms wormsalamanders gehouden. De ZOO Antwerpen heeft ooit eens succesvol nakweek gekregen van Typhlonectes natans. In een dierentuin kan een wormsalamander erg oud worden, tot een leeftijd van 16 jaar.

## Evolutie
Wormsalamanders dragen kleine, kalkachtige schubben in de huid, die bestaan uit kleinere deelplaatjes. De schubben worden beschouwd als een primitief kenmerk omdat ze ook gevonden worden bij de voorouders van de amfibieën en alle moderne reptielen, die uit de amfibieën zijn ontstaan. Schubben ontbreken echter bij alle moderne groepen van amfibieën.
Van wormsalamanders zijn heel weinig fossielen bekend. Van de meeste beschreven fossiele soorten zijn slechts enkele wervels bekend die geen geheel plaatje opleveren van de ontwikkeling van de groep.

## Taxonomie en indeling

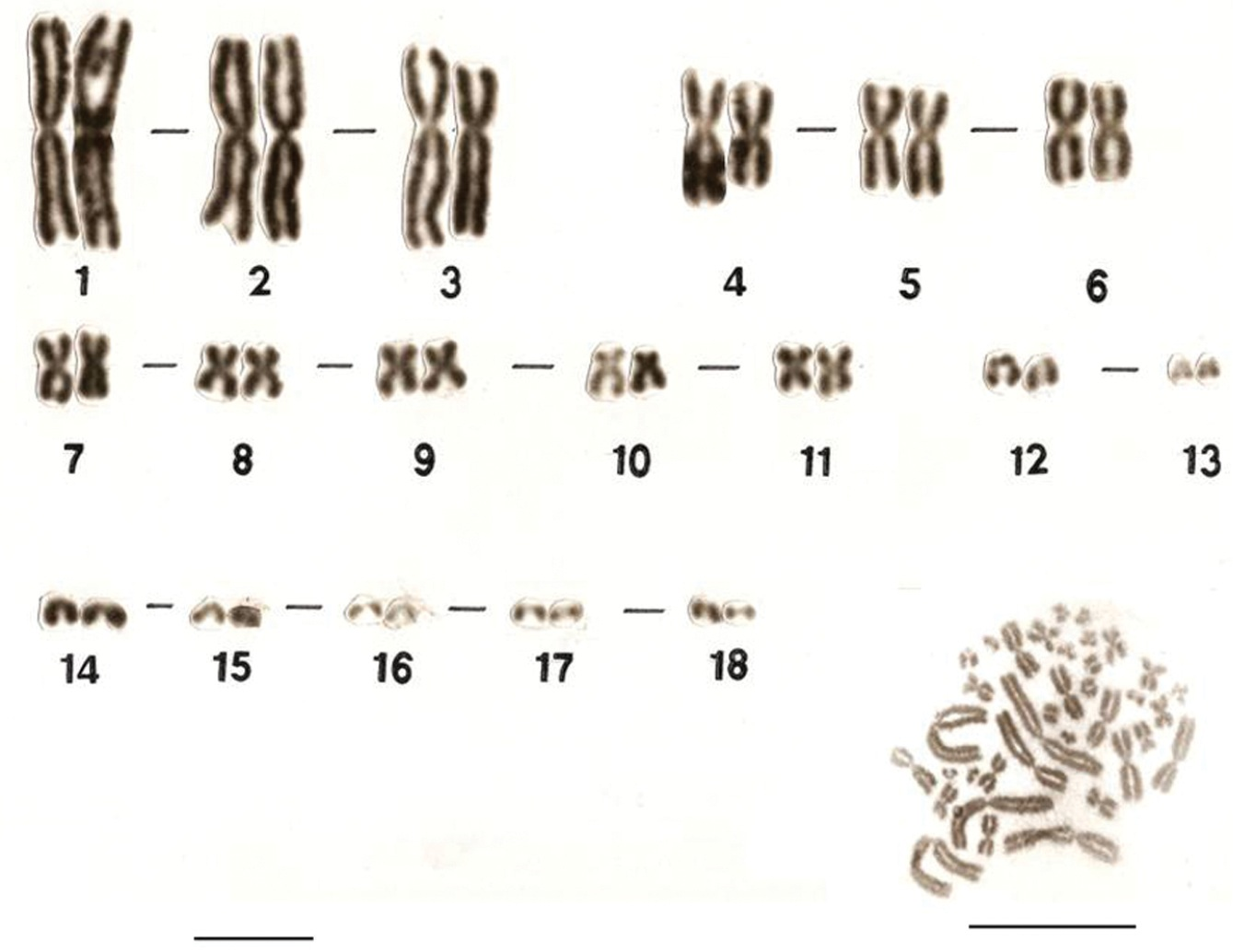
Karyotype van een mannetje en metafase van een vrouwtje (rechtsonder) van de soort Uraeotyphlus narayani.

Leven → Animalia → Chordata → Vertebrata → Tetrapoda → Amphibia → Gymnophiona
Er zijn tegenwoordig (maart 2016) 205 verschillende soorten wormsalamanders bekend; dit is minder dan 3% van de 7517 soorten amfibieën.
Wormsalamanders zijn al lange tijd bekend in de wetenschappelijke literatuur. Ze werden lange tijd beschouwd als slangen. Seba was de eerste die de wormsalamanders beschreef en hij deelde ze in bij de slangen. Ook Carl Linnaeus was van mening dat het slangen betrof. Pas in 1811 opperde Nicolaus Michael Oppel dat de groep tot de amfibieën behoorde, maar in die tijd vormden de amfibieën samen met de reptielen nog één groep van dieren. Pas na 1859 werden de twee gesplitst en werden de wormsalamanders voor het eerst als aparte groep naast alle andere groepen van amfibieën gezien.
Ook de huidige indeling van de wormsalamanders is niet onomstreden. De wormsalamanders waren lange tijd verdeeld in drie families, maar tegenwoordig worden er tien verschillende families erkend. Onderstaande indeling volgt die van de American Museum of Natural History; zie ook de externe link (AMNH). In andere indelingen worden alle families als onderfamilies gezien en de in India levende soorten uit het geslacht Uraeotyphlus worden ook wel tot een aparte familie gerekend (Uraeotyphlidae).
Vroeger werden de wormsalamanders voornamelijk op uiterlijke kenmerken ingedeeld bij een bepaalde groep, of een afwijkende levenswijze ten opzichte van andere soorten. Tegenwoordig wordt er naar het mitochondriaal DNA gekeken om de verwantschappen in kaart te brengen.

### Lijst van families
De onderstaande tabel biedt een overzicht van alle families, inclusief auteur, kenmerken en verspreiding, en indien mogelijk een afbeelding.
| Families van wormsalamanders                                 | Families van wormsalamanders        | Families van wormsalamanders | Families van wormsalamanders                     | Families van wormsalamanders     |
| ------------------------------------------------------------ | ----------------------------------- | --- | ------------------------------------------------ | -------------------------------- |
| Naamgeving                                                   | Verspreidingsgebied                 | Kenmerken | Voorbeeldsoort                                   | Afbeelding                       |
| Caeciliidae Rafinesque, 1814                                 | Midden- en Zuid-Amerika             | Typische wormsalamanders met een duidelijk gesegmenteerd lichaam.                                                                     | Linnaeus' wormsalamander (Caecilia tentaculata)  | Plaats uw zelfgemaakte foto hier |
| Chikilidae Alcock, 1904                                      | India                               | Er is slechts één soort bekend; Chikila fulleri.                                                                                      | Chikila fulleri                                  | Plaats uw zelfgemaakte foto hier |
| Dermophiidae Taylor, 1969                                    | Midden-Amerika en westelijk Afrika. | Alle soorten hebben secundaire lichaamsringen en hebben kleine schubben in de huid.                                                   | Gymnopis multiplicata                            |                                  |
| Herpelidae Laurent, 1984                                     | Afrika                              | Veel soorten zijn zeer dun en langwerpig en hebben een roze kleur. Enkele soorten hebben een korter en dikker lichaam.                | Boulengerula taitanus                            |                                  |
| Ichthyophiidae Taylor, 1968                                  | Zuidelijk Azië                      | Deze wormhagedissen hebben een korte staart en bereiken een lengte tot 50 centimeter. De vrouwtjes bewaken de eieren tot ze uitkomen. | Ichthyophis beddomei                             |                                  |
| Indotyphlidae Lescure, Renous en Gasc, 1986                  | Azië (India) en Afrika              | Veel soorten blijven vrij klein en worden 10 tot 30 centimeter lang.                                                                  | Seychellenwormsalamander (Hypogeophis rostratus) | Plaats uw zelfgemaakte foto hier |
| Rhinatrematidae Nussbaum, 1977                               | Noordelijk Zuid-Amerika             | Alle soorten hebben een korte staart. In de schedel zijn enkele openingen aanwezig die bij andere wormsalamanders zijn dichtgegroeid. | Rhinatrema bivittatum                            | Plaats uw zelfgemaakte foto hier |
| Scolecomorphidae Taylor, 1969                                | Afrika                              | Sommige soorten worden tot 40 centimeter lang en zijn relatief dik.                                                                   | Scolecomorphus kirkii                            | Plaats uw zelfgemaakte foto hier |
| Siphonopidae Bonaparte, 1850                                 | Noordelijk Zuid-Amerika             | Alle soorten zijn eierleggend, in tegenstelling tot veel andere wormsalamanders.                                                      | Microcaecilia dermatophaga                       |                                  |
| Waterbewonende wormsalamanders (Typhlonectidae) Taylor, 1968 | Zuid-Amerika                        | Alle soorten zijn waterbewonend of ten minste sterk waterminnend. Veel soorten kennen een vrijzwemmend larvaal stadium.               | Typhlonectes natans                              |                                  |